# Nieuwe Sluis
Il Nieuwe Sluis è un faro di Nieuwesluis, frazione della municipalità di Sluis a pochi chilometri da Breskens, nella provincia olandese di Zelanda. Il faro è situato sulla riva della Schelda occidentale. La torre del faro è costruita in ghisa, di forma ottagonale, alta 28,4 metri e suddivisa in 5 piani, di colore bianco e nero a fasce orizzontali. Fa parte di una serie di fari che contrassegnano la fine della Schelda e regolano il traffico marittimo tra il Mare del Nord e Anversa. Il faro è sprovvisto di guardiano. Il faro è un monumento nazionale protetto (Rijksmonument).

## Storia
Il faro fu progettato da Quirinus Harder e costruito nel 1866-67, questo lo rende il faro più antico dei Paesi Bassi escludendo quello di Renesse, che è stato demolito nel 1915. 
Durante la Seconda Guerra Mondiale il faro fu disattivato e dipinto di colori mimetici per essere successivamente riattivato nel 1951.
Nel dopoguerra la luce inferiore del faro fu spostata all'Oranjeplein di Breskens, oggi Spuiplein. Quando fu costruito il faro si trovava sulla cima della diga della Schelda Occidentale, ma come conseguenza del Piano Delta per prevenire disastri quali inondazioni della portata di quella del Mare del Nord del 1953, negli anni settanta del ventesimo secolo si ritrovò spostato in riva al mare.
Il 3 ottobre 2011 il faro fu disattivato.
Il 29 Maggio 2015 in una cerimonia organizzata dalla Stichting Vuurtoren Breskens (in italiano: Fondazione Faro di Breskens) e trasmessa dal governo Belga, il faro fu riattivato ed è tuttora operativo e presente sulle carte nautiche.

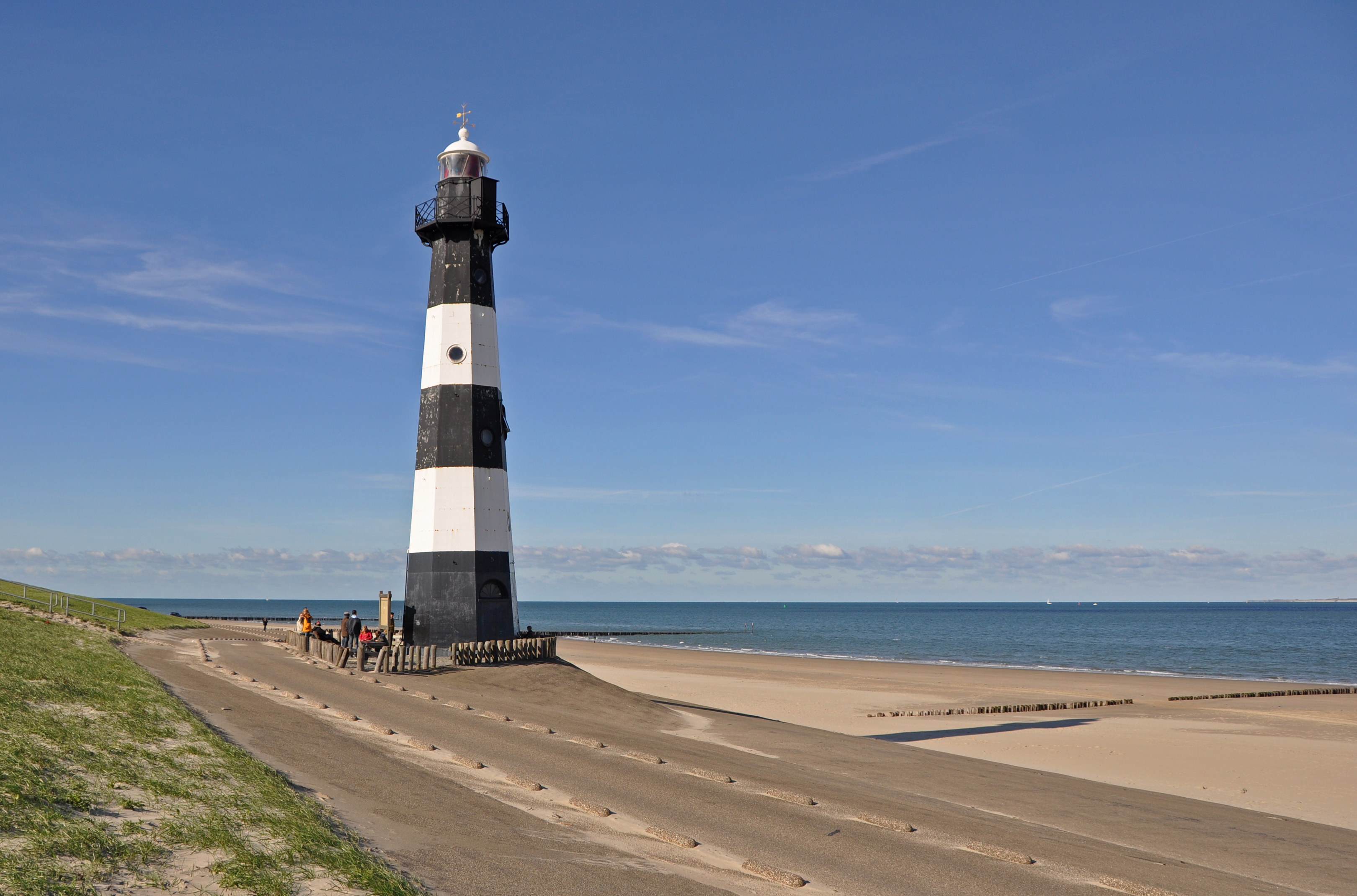
Il faro di Breskens.